# Ritterorden vom Leiden Christi
Der Ritterorden vom Leiden Christi (französisch Ordre de le Passion de Jesus Christ) war ein Ritterorden zur Zeit der Kreuzzüge.
König Richard II. von England stiftete diesen Orden 1380 und 20 Jahre später eine erneute Stiftung unter Karl VI. von Frankreich. Stiftungszweck war jeweils, die eingerissenen Laster in ihren Armeen zu bekämpfen und das Heilige Land von der Herrschaft der Muslime zu befreien. Über 1100 Ritter stark soll die Passionsgesellschaft gewesen sein. Die Gelübde waren Armut und eheliche Keuschheit. Der Großmeister genoss hohes Ansehen.
Der Orden hatte nach geringer Aktivität auch nur kurzen Bestand.

## Ordensdekoration
Die Ordensdekoration war ein rot emailliertes goldgerändertes Kreuz. Auf diesem war eine Raute auf einem rund auslaufenden Andreaskreuz. Ein Lamm zierte mittig als Lamm Gottes die Dekoration.
Die Festkleidung mit Kapuze und Seidengürtel war purpurfarben und knielang.

## Weblink
- Kurzbeschreibung